# Zaprionus silvistriatus
Zaprionus silvistriatus är en tvåvingeart som först beskrevs av Bock och Baimai 1967.  Zaprionus silvistriatus ingår i släktet Zaprionus och familjen daggflugor. Inga underarter finns listade i Catalogue of Life.